# Tre Kronor (castillo)
El castillo Tre Kronor (en español: Castillo de las tres coronas) fue un palacio real de Suecia localizado en Estocolmo, en el lugar donde se sitúa el actual Palacio Real de Estocolmo. Se trataba de una ciudadela que Birger Jarl elevó a castillo real a mediados del siglo XIII.